# Clark Wissler
Clark David Wissler (* 18. September 1870 in Cambridge City, Wayne County, Indiana, USA; † 25. August 1947 in New York City, USA) war ein amerikanischer Anthropologe, Psychologe und Museumsethnologe. Er prägte den Begriff des "Kulturareales" innerhalb des Diffusionismus in der Ethnologie und war ein bedeutender Erforscher der nordamerikanischen Indianer.

## Leben
Clark Wissler wurde als Sohn von Benjamin und Sylvana Wissler 1870 auf einer Farm in der Nähe von Cambridge City, US-Bundesstaat Indiana, geboren.
Zunächst war er Student der Psychologie an der Universität Indiana und machte seinen Bachelor 1897 sowie seinen Master 1899. Später führte er sein Studium an der Columbia University fort und macht dort seine Promotion in Psychologie 1901. Später interessierte er sich auch für Anthropologie und besuchte Kurse unter dem weltbekannten Ethnologen Franz Boas.
1902 war er Assistent für Ethnologie am American Museum of Natural History unter der Leitung von Franz Boas. Ab 1903 unterrichtete er bis 1909 Anthropologie an der Columbia University. Ebenso war er von 1906 bis 1941 Kustos der Ethnologischen Abteilung des American Museum of Natural History. 1920 wurde er in die American Academy of Arts and Sciences gewählt, 1924 in die American Philosophical Society und 1929 in die National Academy of Sciences. 1924 bis 1940 war er Professor an der Yale-University, zunächst für Psychologie, ab 1931 für Anthropologie. Er starb am 25. August 1947 in New York.

## Bedeutung
Clark Wissler gilt bis heute als einer der Pioniere der Indianerforschung in den USA. Vieles, was man heute über die nordamerikanischen Indianerstämme weiß, kommt von den Forschungen Wisslers. Er prägte darüber hinaus den Begriff des "Kulturareals" in der Ethnologie und war einer der führenden Anhänger des Diffusionismus innerhalb seiner Disziplin.

## Werk
- North American Indians of the Plains, 1912.
- The American Indian, 1917.
- Man and Culture, 1923.
- The relation of nature to man in aboriginal America, 1926.
- Introduction to the social anthropology, 1929.
- Indian Cavalcade, 1938.
- Indians of the United States: Four Centuries of their History and Culture, 1940.
  - dt. Das Leben und Sterben der Indianer, Danubia-Verlag, 1948.